# Picumna procidua
Picumna procidua är en insektsart som först beskrevs av Melichar 1906.  Picumna procidua ingår i släktet Picumna och familjen sköldstritar. Inga underarter finns listade i Catalogue of Life.